# Hormona foliculoestimulante subunidad beta
La subunidad beta de la hormona Foliculoestimulante, subunidad beta de la hormona Estimulante del folículo, subunidad beta de la Folitropina o FSH-Beta es una glucoproteína que en humanos es codificada por el gen FSHB.

Es la parte con función biológica específica, de la hormona FSH, la que induce la producción de óvulos y espermatozoides.

## Hormona glucoproteica
Las hormonas glucoproteínas secretadas por la glándula hipófisis, son dímeros que consisten de una subunidad beta (β) distinta para cada hormona.

La subunidad beta de la hormona foliculoestimulante (FSH-β), le confiere a la hormona FSH su efecto biológico específico.
Las subunidades alfa (α) de los dímeros son idénticas para toda la familia de hormonas glucoproteicas. 
Esta familia de hormonas incluye: hormona foliculoestimulante, hormona luteinizante, gonadotropina coriónica, y la hormona estimulante de la tiroides.

## Estructura
La subunidad beta (FSH- β) de la hormona foliculoestimulante, está constituida por 129-130 aminoácidos.

La FSH-β posee una masa molecular de 14.600-14.900 Daltons.

La subunidad beta le confiere a esta hormona glucoproteica su acción específica como gonadotrofina.
| Ref.          | Aminoácidos | Masa molecular |
| Murina: Fshb. | 130 aa      | 14.919 Da      |
| Porcina.      | 129 aa      | 14.605 Da      |
| Humana: FSHB. | 129 aa      | 14.700 Da      |

La estructura 3D de la subunidad beta humana, muestra los siguientes motivos:

Beta strand, Hélice, Turn.
| Ref.         | Ubicación de los motivos y su extensión en Aminoácidos |
| Beta strand. | 21-32 aa                                               |
| Hélice.      | 33-35 aa                                               |
| Beta strand. | 68-81 aa                                               |
| Beta strand. | 85-87                                                  |
| Beta strand. | 90-103                                                 |
| Turn.        | 107-109                                                |
| Beta strand. | 110-114                                                |

Dominio proteico#Dominio funcional
Es parte de la estructura terciaria, la región compacta plegada del polipéptido, que mantiene su estabilidad. El dominio funcional es la unidad modular de la FSH-β que lleva a cabo la función bioquímica. La característica del dominio funcional de la FSH-β es la de Señal.

## Genética
La subunidad beta FSH-β de la hormona foliculoestimulante es codificado por el gen FSHB .

Los resultados del splicing alternativo, resulta en dos variantes de la transcripción, que codifican la misma proteína.

El gen está ubicado en el cromosoma 11 (humano), brazo corto (p) y ocupa la banda 4.1. (11p14.1)

Dentro de la hebra de DNA del cromosoma, la ubicación de los pares de base (bp) es: 30,231,014 a 30,235,261

Tamaño: 4248 bases.

## Función
La hormona foliculoestimulante en conjunto con la hormona luteinizante, induce la producción de óvulos y espermatozoides.

En el ovario, la  FSH regula la foliculogénesis, la selección de ovocitos y la síntesis de hormonas esteroides sexuales. 

En el varón, la FSH como gonadotrofina, media el desarrollo testicular, la espermatogénesis y los esteroides sexuales.

## Regulación
La subunidad β de la FSH, se sintetiza y secreta en las células gonadotrópicas del lóbulo anterior de la hipófisis, por acción de: la hormona liberadora de gonadotropina (GnRH) del hipotálamo, y del sistema activina-inhibina-folistatina del ovario. 
La subunidad β de la FSH, es el factor limitante en la síntesis de la hormona FSH madura (dímero). La concentración de FSH se regula principalmente a nivel de la transcripción de la subunidad β, ya que la FSH se secreta con liberación continua de la glucoproteína recién sintetizada (secreción constitutiva).

## Lectura adicional (en inglés)
- Barrios-De-Tomasi J, Timossi C, Merchant H, et al. (2002). «Assessment of the in vitro and in vivo biological activities of the human follicle-stimulating isohormones.». Mol. Cell. Endocrinol. 186 (2): 189-98. PMID 11900895. doi:10.1016/S0303-7207(01)00657-8.
- Saxena BB, Rathnam P (1976). «Amino acid sequence of the beta subunit of follicle-stimulating hormone from human pituitary glands.». J. Biol. Chem. 251 (4): 993-1005. PMID 1249074.
- Keene JL, Matzuk MM, Otani T, et al. (1989). «Expression of biologically active human follitropin in Chinese hamster ovary cells.». J. Biol. Chem. 264 (9): 4769-75. PMID 2494176.
- Jameson JL, Becker CB, Lindell CM, Habener JF (1988). «Human follicle-stimulating hormone beta-subunit gene encodes multiple messenger ribonucleic acids.». Mol. Endocrinol. 2 (9): 806-15. PMID 3139991. doi:10.1210/mend-2-9-806.
- Shome B, Parlow AF (1974). «Human follicle stimulating hormone: first proposal for the amino acid sequence of the hormone-specific, beta subunit (hFSHb).». J. Clin. Endocrinol. Metab. 39 (1): 203-5. PMID 4835136. doi:10.1210/jcem-39-1-203.
- Fujiki Y, Rathnam P, Saxena BB (1980). «Studies on the disulfide bonds in human pituitary follicle-stimulating hormone.». Biochim. Biophys. Acta 624 (2): 428-35. PMID 6774759.
- Böckers TM, Nieschlag E, Kreutz MR, Bergmann M (1995). «Localization of follicle-stimulating hormone (FSH) immunoreactivity and hormone receptor mRNA in testicular tissue of infertile men.». Cell Tissue Res. 278 (3): 595-600. PMID 7850869. doi:10.1007/BF00331379.
- Matthews CH, Borgato S, Beck-Peccoz P, et al. (1993). «Primary amenorrhoea and infertility due to a mutation in the beta-subunit of follicle-stimulating hormone.». Nat. Genet. 5 (1): 83-6. PMID 8220432. doi:10.1038/ng0993-83.
- Layman LC, Lee EJ, Peak DB, et al. (1997). «Delayed puberty and hypogonadism caused by mutations in the follicle-stimulating hormone beta-subunit gene.». N. Engl. J. Med. 337 (9): 607-11. PMID 9271483. doi:10.1056/NEJM199708283370905.
- Cargill M, Altshuler D, Ireland J, et al. (1999). «Characterization of single-nucleotide polymorphisms in coding regions of human genes.». Nat. Genet. 22 (3): 231-8. PMID 10391209. doi:10.1038/10290.
- Grasso P, Rozhavskaya-Arena M, Reichert LE (1999). «Cysteine residues in a synthetic peptide corresponding to human follicle-stimulating hormone beta-subunit receptor-binding domain 81-95 [hFSH-beta-(81-95)] modulate the in vivo effects of hFSH-beta-(81-95) on the mouse estrous cycle.». Regul. Pept. 81 (1-3): 67-71. PMID 10395410. doi:10.1016/S0167-0115(99)00022-1.
- Ben-Menahem D, Hyde R, Pixley M, et al. (1999). «Synthesis of multi-subunit domain gonadotropin complexes: a model for alpha/beta heterodimer formation.». Biochemistry 38 (46): 15070-7. PMID 10563789. doi:10.1021/bi991510c.
- Dias Neto E, Correa RG, Verjovski-Almeida S, et al. (2000). «Shotgun sequencing of the human transcriptome with ORF expressed sequence tags.». Proc. Natl. Acad. Sci. U.S.A. 97 (7): 3491-6. PMC 16267. PMID 10737800. doi:10.1073/pnas.97.7.3491.
- Hartley JL, Temple GF, Brasch MA (2001). «DNA cloning using in vitro site-specific recombination.». Genome Res. 10 (11): 1788-95. PMC 310948. PMID 11076863. doi:10.1101/gr.143000.
- Fox KM, Dias JA, Van Roey P (2001). «Three-dimensional structure of human follicle-stimulating hormone.». Mol. Endocrinol. 15 (3): 378-89. PMID 11222739. doi:10.1210/me.15.3.378.
- Amoresano A, Orrù S, Siciliano RA, et al. (2002). «Assignment of the complete disulphide bridge pattern in the human recombinant follitropin beta-chain.». Biol. Chem. 382 (6): 961-8. PMID 11501762. doi:10.1515/BC.2001.120.
- Walton WJ, Nguyen VT, Butnev VY, et al. (2001). «Characterization of human FSH isoforms reveals a nonglycosylated beta-subunit in addition to the conventional glycosylated beta-subunit.». J. Clin. Endocrinol. Metab. 86 (8): 3675-85. PMID 11502795. doi:10.1210/jc.86.8.3675.

- Datos: Q17930727